# テスラ・テイクダウン
「テスラ・テイクダウン」（英語: "Tesla Takedown"）は、テスラとテスラCEOのイーロン・マスクを標的とした草の根的な抗議運動である。抗議運動の参加者たちは、アメリカ合衆国、カナダ、ヨーロッパ、オーストララシア各地のテスラ店舗で非暴力のデモ活動を行い、テスラの自動車と株式を売却してテスラから投資を引き上げるように社会に訴えている。非中央集権的な運動の目的は、マスクに経済的な影響を与えることで、第2次トランプ政権内で政府効率化省（DOGE）を主導しているマスクの政治的影響に対して平和的な異議申し立てを行うことである。

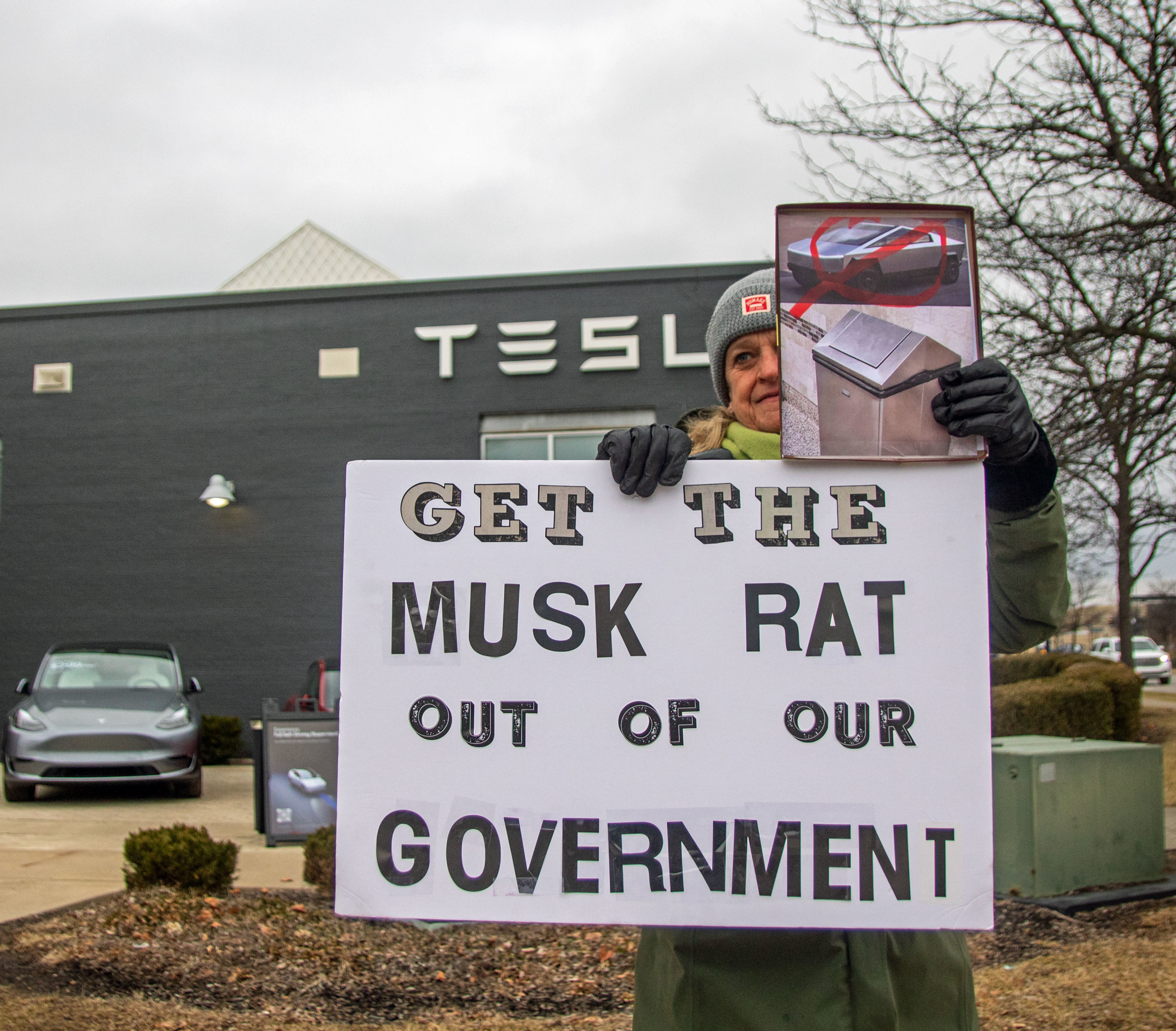
オハイオ州コロンバス の抗議活動参加者、2025年2月初め

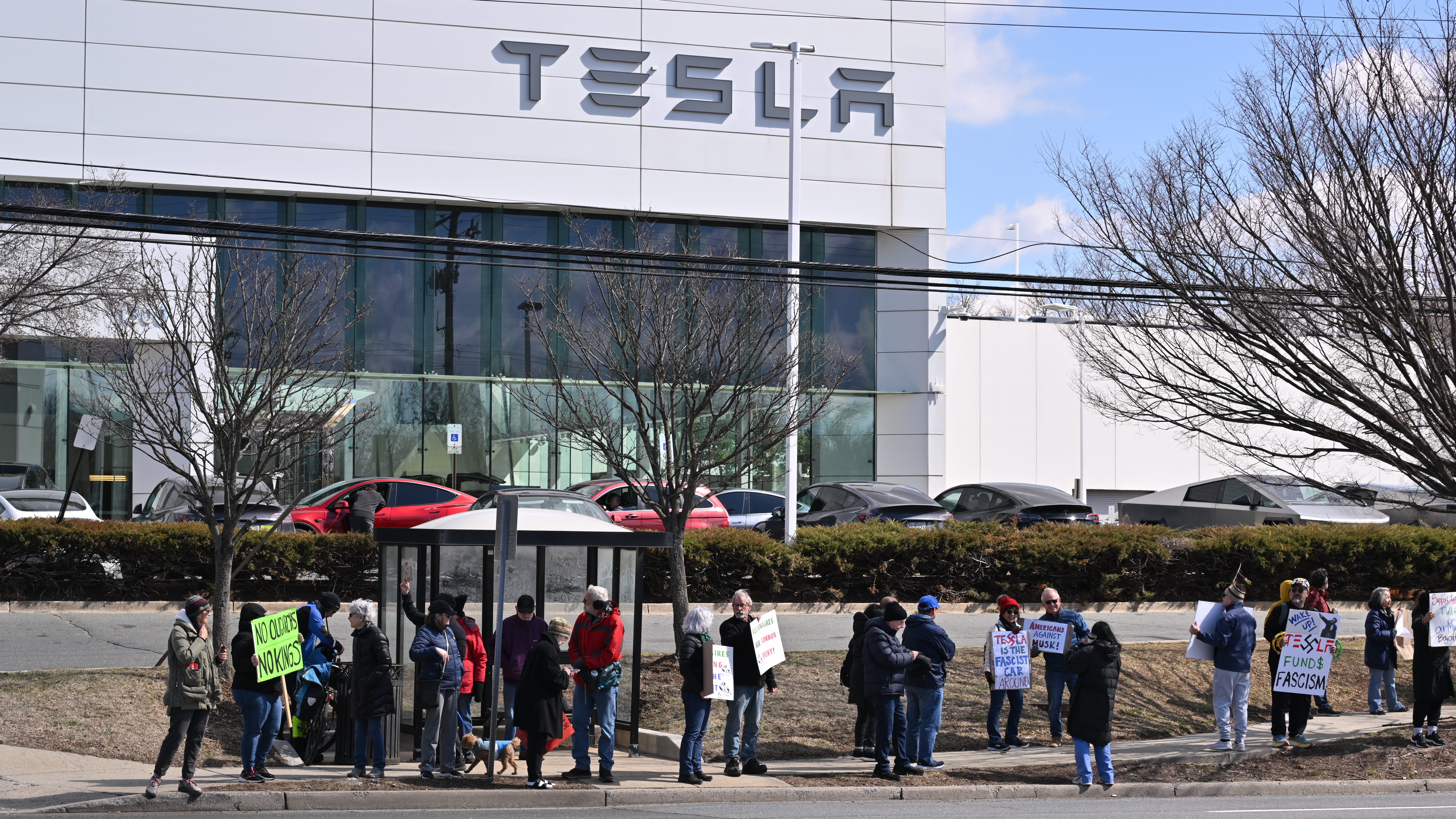
2025年3月8日の抗議活動、メリーランド州ロックビル

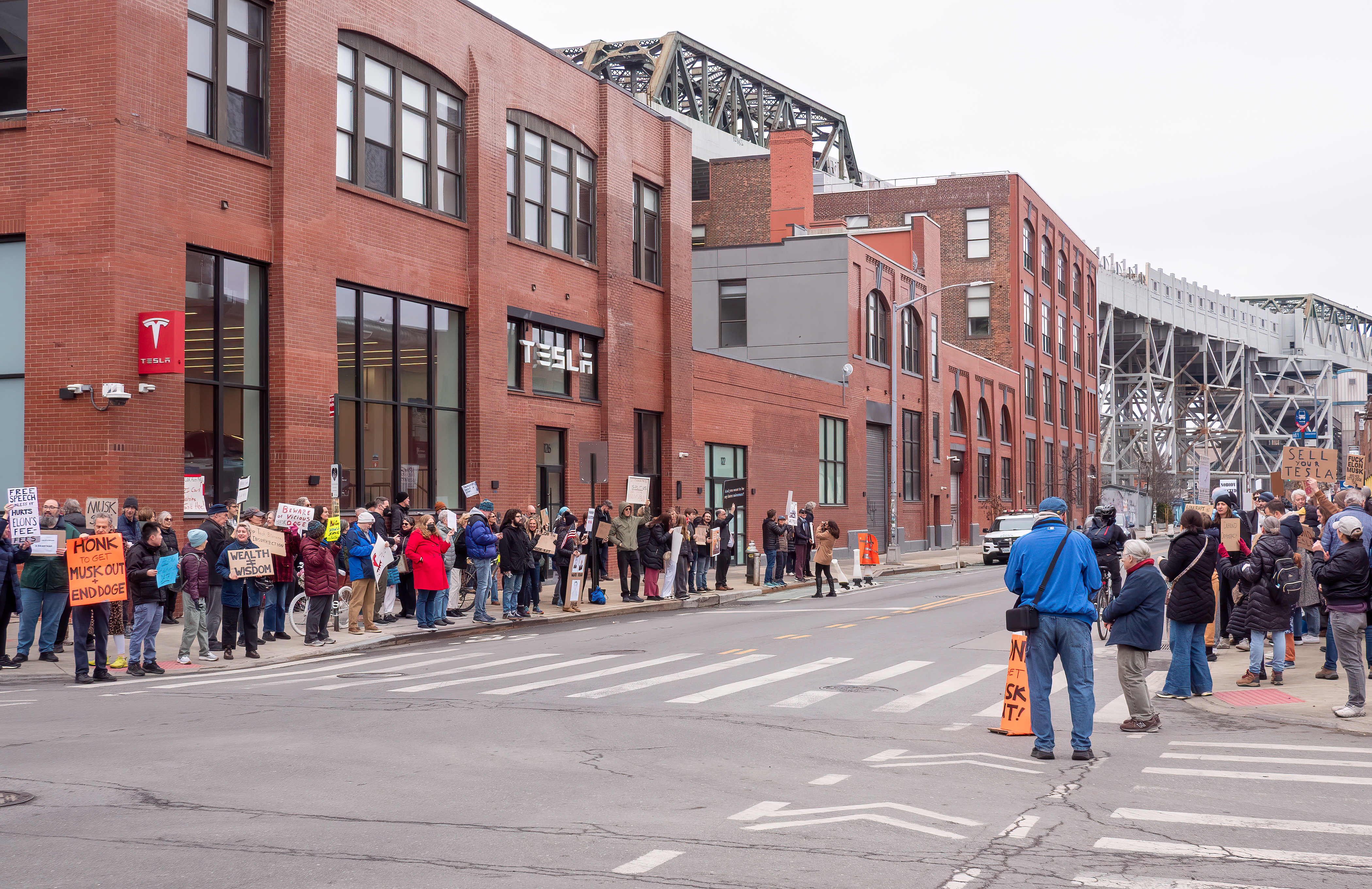
2025年3月15日、ニューヨーク、ブルックリン

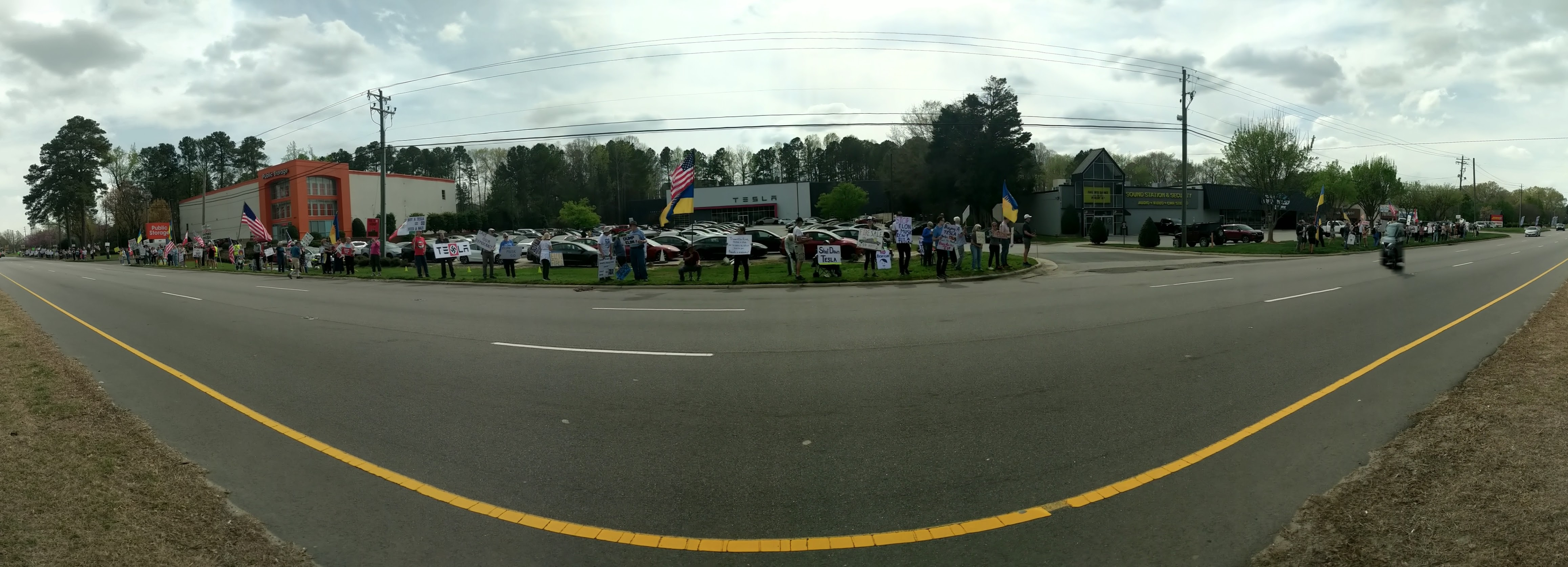
2025年3月28-29日のノースカロライナ州ローリー の抗議活動。200人以上の参加者のパノラマ写真。アメリカ合衆国、カナダ、メキシコ、ウクライナの旗がある。

## 目標
活動家のヴァレリー・コスタ（Valerie Costa）は、この運動の「意図は、トランプ政権の残酷で違法な活動を背後で支援しているテック・オリガルヒに対して公に強い抗議活動を示し、アメリカ人たちにテスラの自動車を売却して同社の株を売却するよう促すことである」と述べた。俳優で映画監督のアレックス・ウィンターは、テスラ・テイクダウンを企業自体よりもイーロン・マスクに反対する活動と特徴づけ、マスクをテスラの「有害な名目上の指導者」としていると評した。

## 背景
この運動は、アメリカ合衆国の第2次ドナルド・トランプ政権へのマスクの関与への反対、具体的にはマスクが政府効率化省（DOGE）で主導的な役割を担っていることや、2025年アメリカ合衆国連邦政府の大量解雇に対応して起こったものである。マスクは大統領上級政治顧問を務めており、DOGEの事実上のリーダーである。DOGEの目的は、トランプの政策である連邦政府の支出削減と規制緩和を実行することであり、DOGEを設立した命令によると、「政府の効率性と生産性を最大化するために、連邦政府の技術とソフトウェアを近代化する」ことである。